# فرودگاه خاردینز دل ری
فرودگاه خاردینز دل ری (به انگلیسی: Jardines del Rey Airport) یک فرودگاه همگانی با کد یاتا CCC است که یک باند فرود آسفالت دارد و طول باند آن ۳۰۰۰ متر است. این فرودگاه در کشور کوبا قرار دارد و در ارتفاع ۴ متری از سطح دریا واقع شده‌است.

## شرکت‌های هواپیمایی و مقصدهای پروازی
| شرکت‌های هواپیمایی     | مقصدهای پروازی |
| --------------------- | --- |
| آئروگاویوتا           | خوزه مارتی |
| ایر کانادا            | فصلی: هلفکس استانفیلد، مک‌دونالد-کارتیر اتاوا |
| ایر کانادا روژ        | مونترآل-پییر الیوت ترودو، پیرسون تورنتو |
| Air Transat           | مونترآل-پییر الیوت ترودو، پیرسون تورنتو فصلی: هلفکس استانفیلد، جان سی. منرو همیلتن، مک‌دونالد-کارتیر اتاوا، ژان لوساژ شهر کبک |
| Azur Air              | چارتر: دوموده‌دوو |
| بلو پاناروما ایرلاینز | فصلی: میلانو مالپنسا |
| هواپیمایی کوبا        | خوزه مارتی، فرنک پئیز، مونترآل-پییر الیوت ترودو، پیرسون تورنتو |
| لوت پولیش ایرلاینز    | چارتر فصلی: شوپن ورشو |
| مریدیانا              | میلانو مالپنسا |
| نوردویند ایرلاینز     | Seasonal charter: شرمتیوو |
| سان‌وینگ ایرلاینز      | مونترآل-پییر الیوت ترودو، پیرسون تورنتو فصلی: سی‌اف‌بی باگوتویل، کالگری، ادمونتون، هلفکس استانفیلد، لندن (آغاز از ۲۰ دسامبر ۲۰۱۷)، نورث بی/جک گارلند (آغاز از ۲۰ دسامبر ۲۰۱۷) مک‌دونالد-کارتیر اتاوا، ژان لوساژ شهر کبک، سنت جان، سنت جان، ول-د ار، ویندزر، وینیپگ جیمز آرمسترانگ ریچاردسون |
| Thomas Cook Airlines  | منچستر فصلی: گلاسگو، گاتویک |
| وست جت                | پیرسون تورنتو |
| ایکس‌ال ایرویز فرانسه  | شارل دوگل پاریس |